# Estádio Ayre Corona
Estádio Ayre Corona – stadion piłkarski w Araras, São Paulo (stan), Brazylia.